# Национальная рабочая группа по проблемам геев и лесбиянок
Национальная рабочая группа по проблемам геев и лесбиянок (англ. National Gay and Lesbian Task Force, NGLTF, часто называемая в ЛГБТ-движении просто «рабочей группой» — The Task Force) — это американская организация, целью которой является улучшение юридической защиты гражданских прав геев, лесбиянок, бисексуалов и трансгендеров в США.
Организация была основана в 1973 году в Нью-Йорке с первоначальным названием National Gay Task Force для оказания давления на Американскую Психиатрическую Ассоциацию (APA) с целью удаления диагноза «гомосексуальность» из классификатора психических расстройств DSM-II.
Текущим исполнительным директором организации является Мэтт Формэн (Matt Foreman).
«Рабочая группа по проблемам геев и лесбиянок» была исторически первой ЛГБТ-организацией в США, и до конца 1980-х оставалась крупнейшей, самой влиятельной и респектабельной ЛГБТ-организацией Соединённых Штатов, и её мнение часто воспринималось политическим истеблишментом США как выражение консолидированной политической воли ЛГБТ-сообщества в целом. С конца 1980-х политическое влияние и авторитет постепенно переходили в руки организации Кампания за права человека, интенсивно лоббировавшей антидискриминационные изменения в федеральном законодательстве США. Сравнительно недавно, с начала 2000-х годов, «Национальная рабочая группа» восстановила своё политическое влияние и даже основала специальный департамент, занимающийся исключительно лоббированием прав ЛГБТ на федеральном уровне.

## Организация и обучение активистов ЛГБТ-движения
Программа организации и обучения активистов ЛГБТ-движения (The Task Force's Organizing and Training Program), проводимая «Рабочей группой», разработана с целью создать мощную национальную политическую инфраструктуру ЛГБТ-движения и укрепить её корни на местах, интегрировать ЛГБТ-движение с другими структурами американского гражданского общества, в частности, другими правозащитными организациями и группами. С этой целью «Рабочая группа» готовит и предоставляет лучших и наиболее опытных инструкторов движения и обеспечивает их связь с местными и общефедеральными активистами и лидерами в форме тренингов и инструктажей. Программы, составляющие программу обучения активистов ЛГБТ движения, включают программу обучения электоральному лидерству (искусству побеждать на выборах), саммиты ЛГБТ, программу обучения акциям прямого гражданского действия. Все эти программы и тренинги включают в себя поиск среди обучаемых студентов сильных лидеров или людей с потенциальной способностью стать лидерами ЛГБТ-движения. Отобранные, наиболее способные к лидерству, студенты получают дополнительное обучение и инструктажи в области технологий PR, фандрайзинга (привлечения финансовых ресурсов), идентификации потенциальных избирателей и привлечения добровольцев (волонтёров).

## Институт социальной политики
«Институт социальной политики» (The Policy Institute) — подразделение Национальной рабочей группы по правам геев и лесбиянок, которое является «мозговым центром» движения. Этот институт проводит либо финансирует исследования в области социальных наук, анализирует текущие социальные нормы и правила, разрабатывает стратегию ЛГБТ-движения, проводит публичное обучение в форме лекций и курсов и занимается защитой прав ЛГБТ с целью добиться равноправия и взаимопонимания по отношению к ЛГБТ.
Институт социальной политики — крупнейшее научное учреждение в США, занимающееся изучением проблем ЛГБТ-сообщества. Он проводит много исследований и аналитики, документирует демографию ЛГБТ-сообщества, отслеживает, каким образом те или иные изменения социальной политики или юридических регулятивных норм и правил влияют на социальную адаптацию и самочувствие ЛГБТ и их семей. Институт социальной политики занимается как длительными и объёмными многолетними исследованиями, так и отчётами и комментариями по ключевым событиям и исследованиям, затрагивающим ЛГБТ, в качестве реакции на вызовы времени. Публикации и исследования Института социальной политики широко используются академическими организациями и учёными, другими национальными и местными ЛГБТ-организациями, активистами гражданского общества и прессой.

## Конференция по изменению общества
«Конференция по изменению общества» (Creating Change Conference) — крупнейшая общеамериканская конференция активистов ЛГБТ-движения из различных групп и организаций, проходящая «под крышей» и при организационном содействии «Рабочей группы». На эту ежегодную конференцию приезжают более 2000 активистов с различных концов страны. Конференция проводится с целью разбудить творческую мысль активистов, а также сблизить позиции различных организаций и групп, выработать единую политику ЛГБТ-движения, способствовать повышению навыков и знаний активистов. Каждый год конференция проводится в другом регионе США, и хорошо известна в ЛГБТ-движении своей уникальной атмосферой, где рядовые активисты могут свободно общаться с лидерами движения и с поддерживающими ЛГБТ влиятельными политическими фигурами, где люди из разных концов страны и разных слоёв общества собираются в одном месте, чтобы создать уникальное единство, которое активисты описывают как одновременно вдохновляющее и побуждающее к действиям. Пленарные заседания конференции, в которых участвуют все её делегаты, посвящены текущим событиям, важным для всего ЛГБТ-сообщества. Секции и рабочие группы по интересам посвящены отдельным вопросам. В 2003 году Конференция по изменению общества запустила новый проект — Академию навыков лидерства и прямого действия. Один из дней пленарных заседаний Конференции был целиком посвящён выработке соответствующих навыков у рядовых активистов гражданского общества.

## Проект «Гражданские права для трансгендеров»
Главной целью проекта «Гражданские права для трансгендеров» является увеличение степени юридической защиты прав трансгендеров. Для этого участники проекта ставят задачу добиться увеличения количества законов на местном (городском) уровне, уровне штатов и федеральном уровне, которые бы прямо запрещали дискриминацию, основывающуюся на гендерной идентичности или гендерном самовыражении человека. Проект предлагает юридическую и политическую помощь, включая юридическую экспертизу законопроектов, активистам и организациям, добивающимся принятия антидискриминационных законов, включающих защиту и для транссексуалов, или расширения действия существующего антидискриминационного законодательства на трансгендеров. Хотя основная задача проекта заключается в разработке антидискриминационных законов, проект также предлагает помощь юристам и политическим активистам, работающим над другими законами и регулятивными документами, имеющими отношение к трансгендерам (например, над законами, регулирующими смену паспортного пола).